# Enciclopedia bereber

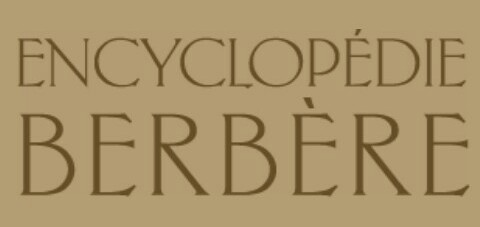
Logotipo de la Enciclopedia bereber.

La Enciclopedia bereber (en francés: Encyclopédie berbère) es una enciclopedia escrita en francés que trata sobre asuntos relacionados con el pueblo Bereber. Se lanzó en 1984 bajo los auspicios de la UNESCO, y se publica por Ediciones Edisud, y desde 2010 por Peeters Publishers. Gabriel Camps fue su primer editor jefe y, tras su muerte en 2002, le sucedió Salem Chaker, Profesor de idiomas bereberes en el Instituto nacional de lenguas y culturas orientales, París.